# Лев (созвездие)
Лев (лат. Leo) — зодиакальное созвездие, лежащее большей частью в северном полушарии неба между Раком и Девой.

## Краткое описание
Расположение ярких звёзд действительно напоминает лежащего льва, голова и грудь которого представляют известный астеризм «Серп», похожий на зеркально отражённый вопросительный знак.
«Точкой» внизу этого знака служит яркая бело-голубая звезда Регул (α Льва), что по-латински значит «царёк». Иногда её называют также «Сердце Льва» (Cor Leonis). Светимость Регула в 160 раз выше солнечной, а высокий видимый блеск (1,36 звёздной величины) объясняется относительной близостью к нам (85 св. лет). Среди звёзд первой величины Регул ближе других расположен к эклиптике, поэтому его довольно часто покрывает Луна.
В задней части фигуры зверя находится звезда Денебола (β Льва), в переводе с арабского — «хвост льва». Она имеет блеск 2,14 звёздной величины и удалена всего на 43 св. года.
В основании «головы льва» расположена золотисто-жёлтая Альгиеба (γ Льва), что значит «грива льва». Это тесная визуальная двойная 2,0 звёздной величины.
R Льва — одна из ярчайших долгопериодических переменных, изменяющая блеск от 5 до 10-й величины. 
Очень слабый красный карлик Вольф 359 (видимый блеск 13,45) — третий среди ближайших звёзд (расстояние 7,80 св. года); его светимость в 100 000 раз меньше солнечной. Если бы эта звезда заняла место нашего Солнца, то в полдень на Земле было бы немногим светлее, чем сейчас в полнолуние.
DP Льва — двойная катаклизмическая переменная звезда, состоящая из белого карлика (поляра) массой 0,6 солнечной и красного карлика массой 0,09-0,1 солнечной. В системе обнаружена массивная экзопланета (газовый гигант).
Среди далёких объектов в этом созвездии интересны спиральные галактики М65, М66, М95 и М96, а также эллиптическая галактика М105, лежащая вблизи последних двух спиральных. Их видимый блеск от 8,4 до 10,4 звёздной величины.
В этом созвездии расположены первый пульсар, открытый советскими/российскими астрономами — PP 0943:16, и галактика SDSS J1148+1930, в центре которой находится чёрная дыра массой 36 млрд масс Солнца.

## Астеризм «Серп»
Астеризм Серп состоит из шести звёзд созвездия — α (Регул), η, γ (Альгиеба), ζ, μ и ε (Альгенуби). Формой напоминает серп или зеркально отражённый вопросительный знак.

## Астеризм «Кисточка» на хвосте Льва
Каспар Вопеллий впервые показал в 1536 году группу звёзд древнего астеризма созвездия Льва как новое созвездие Волосы Вероники.

## Наблюдение
Как правило, Солнце находится в созвездии с 10 августа по 15 сентября. Наилучшие условия для наблюдений в феврале и марте. Видно на всей территории России.
В созвездии Льва лежит радиант метеорного потока Леониды, образовавшегося от распада кометы Темпеля — Туттля и наблюдаемого в середине ноября.

## История
В Древней Месопотамии созвездие было известно со II тыс. до н. э. и имело название mulUR.GU.LA (букв. «Большая Собака»). Включено в каталог звёздного неба Клавдия Птолемея «Альмагест». Классический миф связывает Льва с убитым Гераклом Немейским чудовищем. Одно из самых ранних упоминаний созвездия на русском языке — в рукописи XI века, изданной А. Будиловичем под названием «XIII слов Григория Богослова в древнеславянском переводе…».